# Economía vulgar
En terminología marxista, economía vulgar (en alemán: Vulgärökonomie) denota un enfoque económico que se basa en el conocimiento cotidiano de los factores económicos. Por lo tanto, corresponde a un punto de vista limitado y en un nivel científico bajo cuando se consideran los procesos económicos en su conjunto. A diferencia de la economía clásica, esta es "una forma de explicación y reproducción apologética de las relaciones de producción burguesas". Son "sacerdotes de la burguesía".
"La economía vulgar, que 'realmente tampoco ha aprendido nada', aquí como en todas partes se atiene a la apariencia, alzándose contra la ley que rige al fenómeno. Cree, por oposición a Spinoza, que 'la ignorancia es razón suficiente' ". 
Según la metodología del marxismo, la Esencia (Wesen) y Apariencia (Erscheinung) de una cosa no coinciden; de lo contrario no sería necesaria una explicación científica. La visión económica vulgar malinterpreta lo que era evidente en ese momento como una necesidad natural y por lo tanto pasa por alto la condición histórica de la formación social dada. 
"Aquí se mostrará cómo surge la manera de concebir las cosas de los filisteos y de los economistas vulgares, a saber, porque lo único que se refleja en sus mentes es la forma inmediata de aparición de las relaciones, y no su conexión interna. Por cierto, si este último fuera el caso, seguramente no tendríamos ninguna necesidad de la ciencia".
Marx asoció el término “economía vulgar” con la evaluación de que a partir de cierto punto del desarrollo de la sociedad capitalista, la clase dominante ya no está interesada en el avance del conocimiento económico, sino sólo en la difusión de una ideología efectiva para ocultar y/o o justificar el statu quo político y social.
“Por cuanto la Economía política es burguesa, es decir, por cuanto no ve en el régimen capitalista una fase históricamente transitoria del desarrollo, sino, al contrario, la forma absoluta y final de la producción social, puede seguir siendo científica sólo mientras la lucha de clases se halle en estado latente o se manifieste en fenómenos aislados o esporádicos”.
La economía vulgar "replegó el campo de estudio de la economía política hacia las relaciones de intercambio que tienen lugar en el mercado, abandonando las relaciones de producción que habían sido el centro de interés de los clásicos". Para Marx, el surgimiento de la economía clásica, en cuya culminación David Ricardo expresó sin rodeos la contradicción de los intereses de clase en su teoría de la distribución, cayó en el período de la lucha de clases aún subdesarrollada entre el trabajo asalariado y el capital. La economía política no podía captar la verdadera naturaleza de la sociedad, porque su punto de vista era el "el materialismo contemplativo", es decir, el materialismo que no concibe la sensoriedad como actividad práctica, es a contemplar a los distintos individuos dentro de la 'sociedad civil' " (Tesis sobre Feuerbach, IX). "Tomó las formas invertidas dentro de las cuales la inhumanidad de las relaciones burguesas parecía "natural" a la conciencia ordinaria, y trató de convertirlas en un sistema coherente. Pero debido a que estas formas eran esencialmente una negación de la humanidad, este intento no pudo tener éxito".
Tras la crisis económica de 1830 y la escalada de la lucha de clases entre la burguesía que había conquistado el poder y el creciente proletariado, la literatura económica vulgar casi sólo cumplió la función de “apologética” de las condiciones existentes. Según la teoría de la ideología de Marx, el futuro próximo siempre pertenece a una clase revolucionaria y aspirante. Para Theodor Geiger, Marx no es, por tanto, un "panideólogo" (como Karl Mannheim); porque el pensamiento de esta clase siempre fue “relativamente correcto”, es decir h. de acuerdo con el curso de la historia. En otras palabras, la corrección relativa es simplemente una adecuación del pensamiento relacionada con el tiempo y la ubicación.
En la obra de John Stuart Mill, Marx ve en funcionamiento un "sincretismo sin sentido" que busca equilibrar las demandas del proletariado, que ya no pueden ser ignoradas, con las de la burguesía, es decir, un "intento de reconciliar lo irreconciliable". En el caso de Alemania, la ciencia económica al principio carecía de una visión directa de las relaciones de producción capitalistas, luego la escalada de las luchas de clases hizo imposible un nivel científico teóricamente alto, de modo que los alemanes importaron principalmente dogmas científicos del extranjero. Fueron principalmente empresarios emprendedores los que se reunieron alrededor de la bandera de Bastiat, el “más plano y, por tanto, más exitoso representante de la vulgar apologética económica”.

## Crítica a la economía vulgar
El término "economía vulgar" se remonta a Karl Marx. A diferencia de la economía neoclásica posterior, para la economía clásica el "precio natural" es igual al costo (incluido el beneficio) al que el bien puede llevarse al mercado a largo plazo en la cantidad que se debe a la demanda monetaria efectiva que surge en ese momento. se determina el precio. El análisis económico de Marx sigue básicamente el mismo enfoque metodológico.

Según Marx, la economía vulgar, por el contrario, carece de un concepto de valor teóricamente desarrollado. Si la oferta y la oferta coinciden, en teoría se ignora su efecto. “Entonces, si ambos intercambiadores pueden ganar en términos de valor de uso, no pueden ganar ambos en valor de cambio". 
La tarea de la ciencia consiste, concretamente, en explicar cómo se manifiesta la ley del valor. Por tanto, si se quisiera «explicar» de golpe todos los fenómenos que aparentemente se contradicen con la ley, habría que hacer que la ciencia antecediese a la ciencia. [...] El economista vulgar no tiene ni la menor idea de que las actuales relaciones cotidianas de cambio no pueden ser directamente idénticas a las magnitudes de valor. [...] Pero el economista vulgar cree que hace un gran descubrimiento cuando contra la revelación de conexión interna proclama orgullosamente que las cosas tienen una apariencia completamente distinta.
Sin embargo, no faltaron intentos, por ejemplo de Étienne Bonnot de Condillac, de demostrar el juego de la oferta y la demanda, o la esfera de la circulación de mercancías, como un lugar donde surge la plusvalía. Según Marx, esto suele deberse a una confusión entre valor de uso y valor de cambio. Wilhelm Roscher cometió el mismo error. Según Marx, la ilusión de que la plusvalía surge de una prima de precio nominal hacía necesario suponer una clase que consume sin producir. Sin embargo, este supuesto no está permitido en el modelo de circulación simple de mercancías.
Al expresar el valor del trabajo (value of labour), la economía clásica no logra distinguir entre el valor de la fuerza de trabajo y la suma de valor que produce la misma fuerza de trabajo. Esto los enredó en contradicciones y posteriormente ofreció a la economía vulgar una bienvenida base de operaciones para todo tipo de superficialidad. La transformación del valor del trabajo en las correspondientes formas legales de salario monetario no es sólo la base de las ilusiones de libertad (contractual), sino también el punto de partida de las correspondientes falacias de la economía vulgar.

### Crítica de Jean-Baptiste Say
La teoría de los factores de producción de Jean-Baptiste Say fue una expresión del compromiso entre la burguesía industrial y la propiedad feudal de la tierra, en el sentido de que la renta de la tierra ya no se trataba como una deducción de las ganancias, sino como parte del capital aplicado. Por otro lado, eliminó de la teoría la teoría del valor trabajo de Ricardo, ya que componía el valor de los bienes a partir de los factores de producción “equivalentes” de capital, tierra y trabajo. Entonces, la ganancia parece ser el resultado de la “productividad” del capital, del mismo modo que la renta de la tierra parece ser el resultado de la productividad de la tierra. Ambos aparentemente tienen el mismo valor en términos de salarios y, por tanto, se pasa por alto la relación de clases. Sin embargo, no puede ser satisfactorio porque se mueve en un círculo lógico: quiere explicar el proceso de creación de valor, pero reduce el valor de los bienes al valor de los factores involucrados en su producción: por lo tanto, el valor se explica por el valor. Sin embargo, según la teoría del valor trabajo de Marx, la capacidad de producir valor es una propiedad del valor de uso de una sola mercancía, a saber, la fuerza de trabajo mercantil.
Para Marx, la llamada Ley de Say es la cuestión de si la sobreproducción es posible o, para decirlo de otra manera, si el proceso de valorización del capital en la producción es directamente su valorización. Marx rechaza el teorema como una justificación endeble porque hace abstracción de las condiciones esenciales de la realidad económica.

### Crítica a la teoría de la abstinencia
La teoría de la abstinencia del capital explica la ganancia como compensación por un aplazamiento del consumo.
Nassau W. Senior sustituye la palabra "capital", entendido como instrumento de producción, por la palabra "abstinencia" .
"El capitalista que conoce la economía vulgar puede decir que adelantó su dinero con la intención de ganar más dinero con él".  Pero las buenas intenciones del capitalista son irrelevantes para el proceso de valorización del capital. "Cualquiera que sea el mérito de su renuncia, no hay nada que pagar extra por ello, ya que el valor de los productos que resultan del proceso sólo es igual a la suma de los valores de las mercancías arrojadas." Éste es el principio en el que se basa la doctrina de los fisiócratas sobre la improductividad de todo trabajo no agrícola.
Marx explica que el capital empleado puede ser utilizado, es decir, puede lograr plusvalía, por el hecho de que la mercancía que compró, la fuerza de trabajo, tiene la propiedad especial de valor de uso de producir una suma mayor de valor que su propio valor.

### Críticas a opiniones vulgares sobre los tipos de ingresos

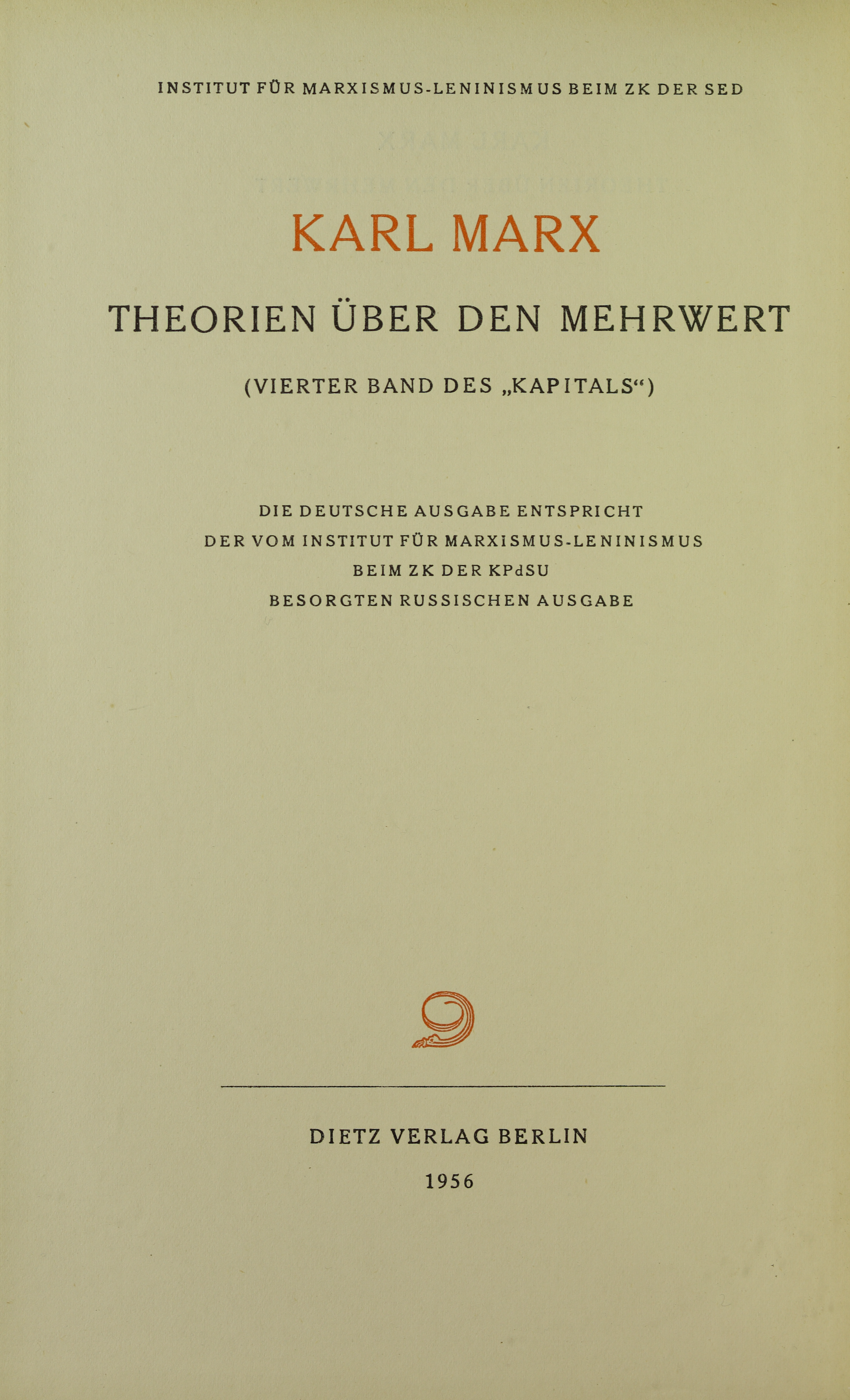
Teorías sobre la plusvalía, 1956

Como complemento a la tercera parte de las Teorías sobre la plusvalía se incluye un tratado siguiendo la disposición de Marx: La renta y sus fuentes. La economía vulgar. Aquí Marx analiza en detalle las opiniones vulgares sobre los intereses del capital y el surgimiento de diferentes tipos de ingresos:
“Así  la tierra se convierte en fuente de renta del suelo, el capital en fuente de ganancias y el trabajo en fuente de salarios”.
Mientras que en el trabajo asalariado sigue siendo suficientemente claro para el sentido común que el trabajo mismo crea sus salarios, en la renta de la tierra el poder productivo de la naturaleza está personificado en el terrateniente. "En cambio, en el capital a interés el fetiche es completo": "el valor que se autovaloriza, el dinero que hace dinero".

Según Marx, la ganancia se divide en “ganancia industrial” y el interés que el capitalista industrial tiene que pagar por el capital que toma prestado. Porque el capital también se puede comprar en forma de bienes o dinero.
“El dinero o los bienes no se venden como dinero o bienes, sino a segunda potencia, como capital, como dinero creciente o valor de mercancía. No sólo se multiplica, sino que se mantiene en todo el proceso de producción. Por tanto, permanece en manos del vendedor como capital y vuelve a él. La venta consiste en que un tercero que lo utiliza como capital productivo debe pagar una determinada parte del beneficio que obtiene de este capital al propietario del capital." 

### Críticas al marginalismo
Posteriormente, tras la muerte de Marx en 1883, el marginalismo empezó a surgir como escuela dominante frente a la economía clásica. Friedrich Engels, colaborador de Marx, sostuvo que el auge del marginalismo es debido a "las peligrosas consecuencias de la economía clásica" que Marx mostró en El capital, lo cual llevó a defender una economía vulgar que "renuncia a toda ciencia". Por ejemplo, la doctrina de Stanley Jevons, según la cual "el valor está determinado por un lado por la utilidad, es decir valor de cambio = valor de uso", y "por la oferta y la demanda".
Engels llegó a tildar los intentos de George Bernard Shaw y Wilhelm Lexis para compatibilizar las conclusiones de la economía marxista con las teorías de utilidad marginal de Jevons y Carl Menger como “marxismo disfrazado” que intenta construir un “socialismo vulgar”.

## Uso adicional de términos
En el sentido marxista, el término fue utilizado por marxistas y economistas críticos del capitalismo como Franz Oppenheimer.
Según Oskar Lange, algunos representantes de la economía vulgar también eran partidarios de la teoría de la utilidad.
El Léxico Económico (Ökonomische Lexikon), que apareció en la RDA en los años 1970, conserva el término de Marx, pero excluye ciertos desarrollos actuales en determinadas direcciones de investigación científica.
Conceptos como marxismo vulgar o materialismo vulgar se refieren de manera similar a los procesos de vulgarización de las teorías científicas o la asimilación de las mismas a teorías cotidianas comunes.